# Amphistethus stroheckeri
Amphistethus stroheckeri es una especie de coleóptero de la familia Endomychidae.

## Distribución geográfica
Habita en Laos.